# Штерн, Берт
Берт Штерн (Бертрам Штерн) (англ. Bert Stern; 3 октября 1929 — 26 июня 2013) — американский модный фотограф и кинорежиссёр-кинодокументалист.

## Биография
Родился в Бруклине (Нью-Йорк), в семье еврейских иммигрантов из России; его отец Бенджамин Штерн был фотографом. Свою деятельность начал офисным служащим в журнале «Look», а в 1949 году становится художественным редактором модного журнала «Mayfair». Во время работы в «Look» он познакомился со Стэнли Кубриком, который тогда работал фотографом. Они подружились и впоследствии Кубрик пригласил его на работу фотографом в фильме «Лолита». В 1950 — 1953 годах был в командировке в Японии. Там он встретил свою первую жену — Тедди Айер. После возвращения Берт Штерн некоторое время работал редактором журнала «Fashion & Travel», но после перешёл работать в коммерческую рекламу. С 1953 года Берт начал плотно заниматься модной фотографией и рекламой. Штерн был одним из первых кто смог достичь в дизайне цветных реклам в газетах того, что их было трудно отличить от издательских изображений.
В конце 50-х годов Штерн увлекся киносъёмками и в 1958 году снял документальный фильм «Jazz on a Summer’s Day» (Джаз в летний день) о двух днях джазового фестиваля в Ньюпорте. Впоследствии Библиотека Конгресса США признала этот фильм достоянием культуры и включила его в Национальный реестр фильмов. По случаю рекламной кампании первых полароидных снимков проходившей около 1959 года, Штерн проявил свои способности в съемке портретных фотографий, в частности в снимке Луиса Армстронга.
В 1959 году Берт Штерн женился на танцовщице Аллегре Кент.
В 60-е годы много работал, проводил съёмки известных кинозвёзд. В 1962 году провёл фотосессию с Мэрилин Монро, в ходе которой сделал около 2500 фотографий кинозвезды. Через шесть недель после этой фотосессии Мэрилин Монро нашли мёртвой. Тогда в журнале «Vogue» после её смерти была опубликована часть этих фотографий. В 1999 году он издал их отдельной книгой «Marilyn Monroe: The Complete Last Sitting». В 2008 году 36 фотографий этой фотосессии были проданы на аукционе «Christie’s» за 146 000 долларов.
Берт Штерн много работал в это время. Среди его клиентов были такие личности, как Элизабет Тейлор, Одри Хепбёрн, Натали Вуд, Ричард Бёртон, Луи Армстронг и многие другие.
В конце 1960-х из-за большой перегруженности, он начал злоупотреблять амфетаминами и пережил нервный срыв, развёлся с женой и уехал в Испанию. В Испании он создал книгу своих фоторабот, которая за много лет переизданий была продана в количестве около 18 000 000 экземпляров. В конце 1970-х годов он вновь вернулся к фотосъёмкам.
Берт Штерн скончался в Нью-Йорке 26 июня 2013 года.

## Фильмография
- Jazz on a Summer’s Day (Джаз в летний день) — 1958 год.